# KBC-Schornstein

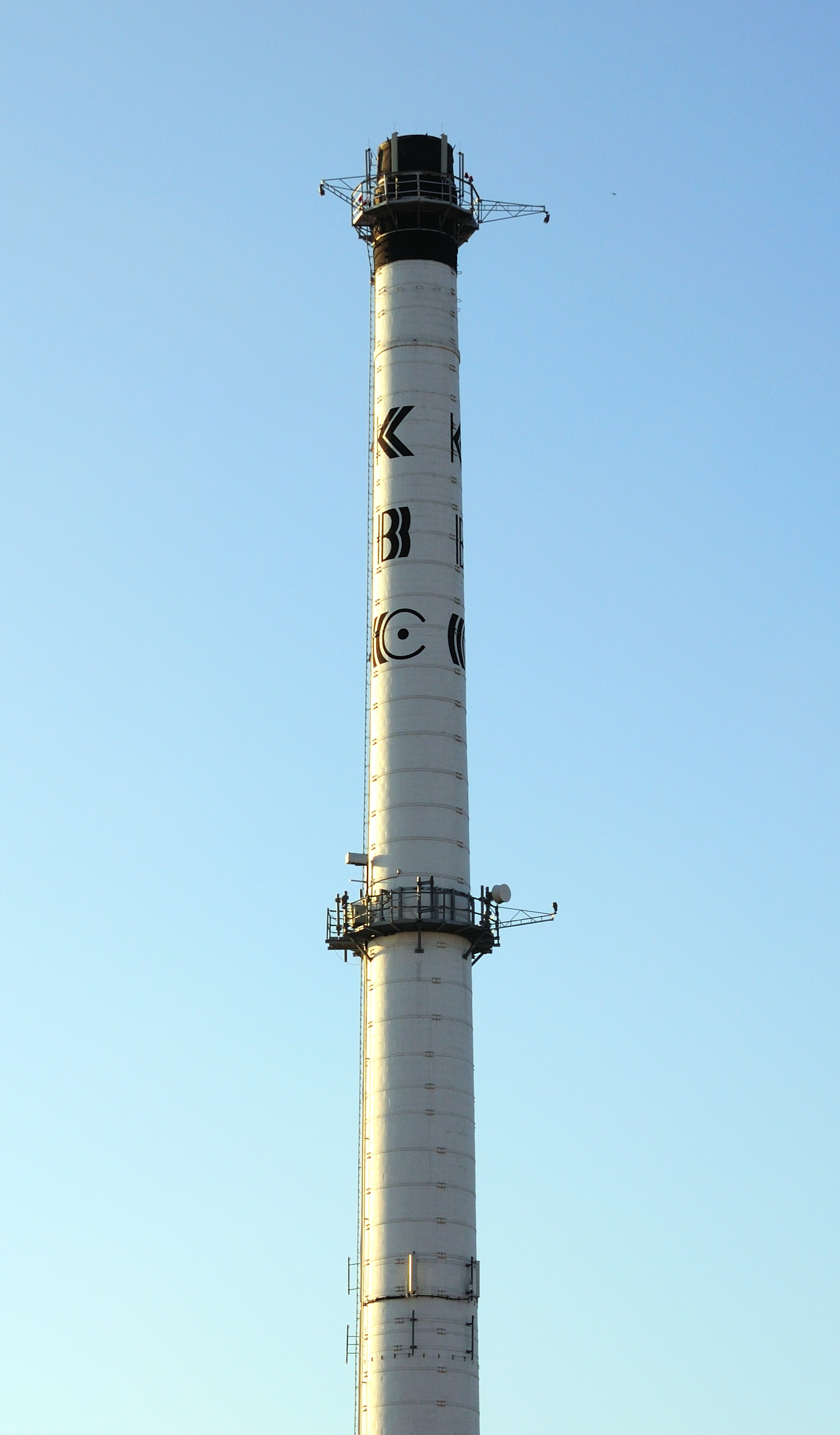
KBC-Schornstein in Lörrach

Der KBC-Schornstein in der baden-württembergischen Stadt Lörrach ist ein 85 Meter hoher, frei stehender Industrieschornstein aus Stahlbeton. Der Turm wurde 1921 von der Textilfabrik KBC Manufaktur Koechlin, Baumgartner & Cie. GmbH, heute KBC Fashion, errichtet und war Teil des betriebseigenen Kraftwerks. Der Schornstein ist als höchstes Bauwerk der Stadt eine weit sichtbare Landmarke mit Wahrzeichencharakter, das 2021 in das Verzeichnis der geschützten Bau- und Kunstdenkmale Baden-Württembergs aufgenommen wurde.

## Beschreibung

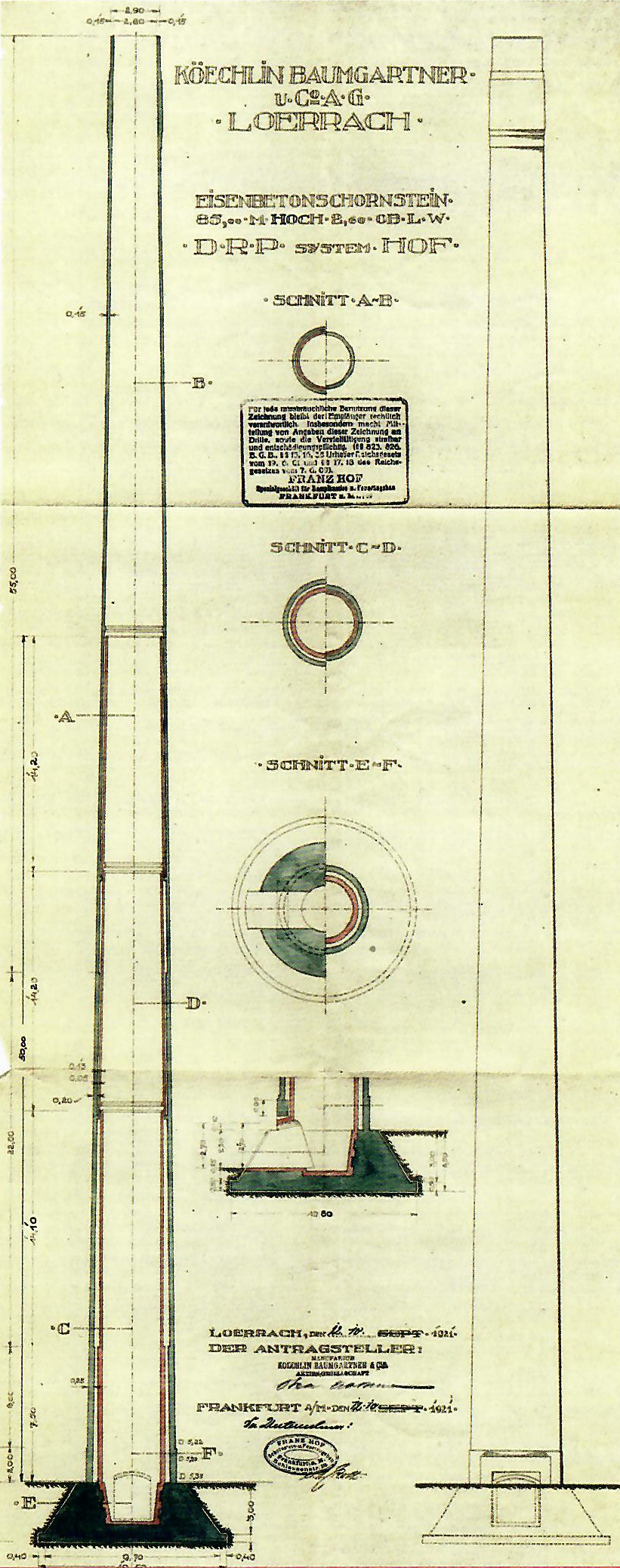
Bauskizze des KBC-Schornsteins (1921)

Der KBC-Schornstein steht auf dem ehemaligen Werksgelände des Textilbetriebs KBC südwestlich und etwas abseits der Lörracher Innenstadt. Umliegend befinden sich alte Fabrikhallen, die teilweise bereits von anderen Betrieben genutzt werden. Der Schornstein steht etwa 100 Meter vom Fluss Wiese und weniger als 50 Meter vom Neuen Teich, einem Industriekanal, entfernt. Das Werksgelände ist umfriedet und für die Öffentlichkeit nicht zugänglich. Der Schornstein steht zwischen dem sogenannten Trockengebäude und dem Kesselhaus. Das hochproportionierte, also im Verhältnis deutlich höhere als breite, Trockengebäude mit Satteldach steht ebenfalls unter Denkmalschutz.
Der freistehende Schornstein mit kreisförmigem Grundriss verjüngt von der Basis mit einem Durchmesser von 5,40 Metern bis zur Spitze mit einem Durchmesser von 2,90 Metern und bildet damit einen Kegelstumpf. Die Schaftdicke beträgt an der Basis 0,85 Meter und an der Spitze 0,15 Meter. Der Schornstein ist auf einem 5 Meter tiefen Fundament gegründet, das ebenfalls in Form eines Kegelstumpfs nach unten bis 10,50 Meter in der Breite ausläuft. Der Schornsteinschaft hat im Inneren ein Schutzfutter bis zu einer Höhe von 50 Metern. Dieses Futter war insbesondere bei Stahlbetonschornsteinen – in der Literatur häufig als Eisenbeton bezeichnet – grundsätzlich notwendig, um den Beton vor den Einwirkungen der schädlichen Rauchgase zu schützen.
Entlang des 85 Meter hohen Bauwerks verteilen sich drei auskragende begehbare Metall-Plattformen, die den Schornstein umlaufen. Eine am Schaft fest angebrachte Wartungsleiter ermöglicht den Aufstieg vom Boden bis zu allen drei Plattformen. An den Plattformen sind diverse Antennen angebracht. Der Schornstein ist komplett weiß gestrichen, lediglich der Abschluss an der Spitze ist schwarz. Im oberen Drittel ist der schwarz gehaltene, vertikal ausgerichtete Schriftzug „KBC“ in der logotypischen Schrift weithin erkennbar. An der Schornsteinspitze befindet sich aufgrund der Bauwerkshöhe zur Kennzeichnung als Luftfahrthindernis eine entsprechende Hindernisbefeuerung. Als weithin sichtbares Bauwerk wird der KBC-Schornstein zu Abend- und Nachtstunden beleuchtet, um das Werksgelände in der unmittelbaren Nähe zur Innenstadt zu markieren.

## Geschichte

### Vorgeschichte

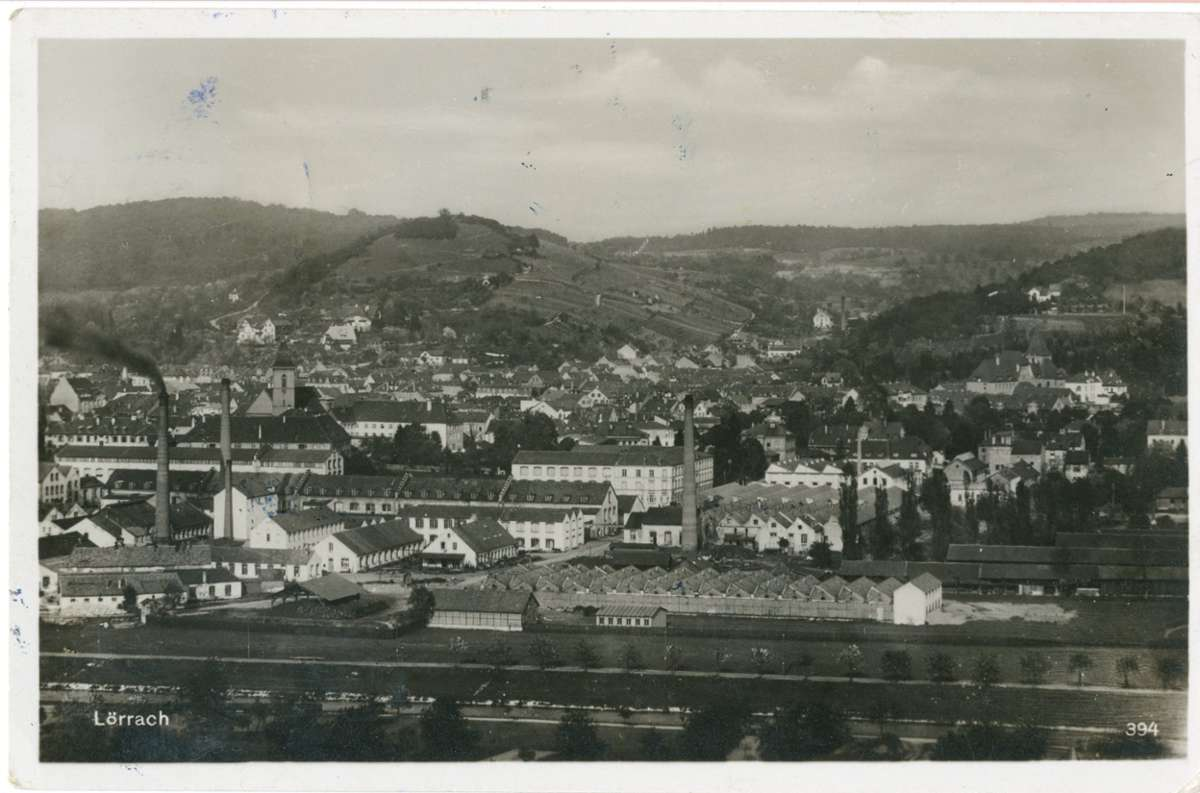
Werksgelände um 1912, noch ohne KBC-Schornstein.
(Bilddatei annotiert)

Da bereits um das Jahr 1880 bei der KBC über 1000 Menschen arbeiteten, wuchs der Energiebedarf entsprechend. Der Stadtchronist Wilhelm Höchstetter schrieb dazu 1882: 

„Es sind 20 Dampfkessel in Thätigkeit mit einem jährlichen Kohleverbrauch von 260.000 Zentner, die bewegliche Kraft versehen 3 Dampfmaschinen von zusammen 280, 2 Turbinen von 45, ein Wasserrad von 15 Pferdestärken, zu welchen noch 20 kleinere Dampfmaschinen kommen. Eine eigene Gasfabrik von 4 Öfen mit 18 Retorten und 2 Gasometer von 800 Kubikmeter Inhalt erzeugt das Licht für 2300 Flammen, die je nach Jahreszeit benützt werden.“

Um dem gestiegenen Energiebedarf gerecht zu werden, baute man das Maschinen- und Kesselhaus zu einer Energiezentrale aus, die 1893 durch zwei 40 Meter hohe Schornsteine ergänzt wurde. Mit der Vergrößerung des Kesselhauses wurde bereits vor 1914 der Bau eines höheren Kamins vorbereitet. Der Erste Weltkrieg verzögerte allerdings das Bauvorhaben eines neuen Schornsteins, ebenso wie den des Gaswerks und einer Betriebsbahn (Gewerbebahn). Erst Mitte 1921 wurden das Gaswerk und die Gewerbebahn auf dem Werksgelände fertiggestellt, so dass mit diesen zwei Infrastrukturprojekten eine weitere Zentralisierung zum rationellen Arbeiten vorgenommen werden konnte.

### Bau des Schornsteins
Am 25. Oktober 1921 reichte die KBC beim Bezirksamt einen Antrag ein, einen 85 Meter hohen Schornstein am Kesselhaus errichten zu dürfen. Da die KBC bereits vor Erteilung der Genehmigung am 9. November mit dem Bau begann, wurde dieser zunächst baupolizeilich gestoppt. Grund waren Bedenken hinsichtlich der Statik und Windlast, da der neue Kamin mehr als doppelt so hoch wie die bestehenden werden sollte und der erste in Südbaden, der im 1915 patentierten Verfahren des Frankfurter Unternehmens Franz Hof aus „Eisenbetonteilen“ gefertigt werden sollte. Die KBC intervenierte gegen den Baustopp und erwirkte beim badischen Arbeitsministerium, dass der Bau auf eigene Gefahr fortgesetzt werden konnte. Ein Ingenieur aus Freiburg stellte ein Gutachten auf, in dem er keinen Anlass zur Beanstandung an den statischen Berechnungen sah. Innerhalb von nur wenigen Wochen konnte der Industrieschornstein am 20. Dezember 1921 fertiggestellt werden. Nach der Abnahme durch den Kaminfegermeister konnte der Schornstein am 23. Dezember 1921 in Betrieb genommen werden.

### Denkmalschutz
Mit dem wirtschaftlichen Niedergang der Textilindustrie im Wiesental schrumpfte auch die Produktion der KBC in den 1990er Jahren. Auch die Übernahme durch die Daun & Cie 1999 konnte einen Insolvenzantrag im Oktober 2000 nicht verhindern. Sukzessive wurden Produktionsstätten abgebaut und Teile des Werksgeländes veräußert. Ende der 2010er Jahre blieben noch 200 Mitarbeiter im Hauptsitz übrig, die Ende März 2020 nach Maulburg zogen. Der Betrieb des Schornsteins endete bereits in den frühen 2000er Jahren.
Bereits 1998 hatte das Landesamt für Denkmalpflege Baden-Württemberg festgestellt: „Die Sachgesamtheit der Bauten der KBC ist ein Kulturdenkmal […] Ihre Erhaltung liegt insbesondere wegen des dokumentarischen und exemplarischen Wertes, wegen des Seltenheitswertes sowie aus heimatgeschichtlichen Gründen im öffentlichen Interesse.“ Trotzdem wollte das Denkmalamt keinen Schutzstatus gewähren, da es zu viele Industriekamine gäbe und das Kesselhaus nicht mehr im Originalzustand erhalten sei.
Der Stadtrat und Regionalhistoriker Hubert Bernnat konnte anhand von Archivunterlagen belegen, dass der Schornstein in neuartiger Bauweise aus Stahlbeton erstellt wurde, was zu einem revidierten Gutachten des Denkmalamts führte, woraufhin man aus wissenschaftlichen Gründen den Status eines Kulturdenkmals zuerkannte. In Zusammenarbeit mit der Stadt kümmert sich ein ortsansässiges Unternehmen um den Unterhalt des Schornsteins.